# Commensacq
Commensacq település Franciaországban, Landes megyében. Lakosainak száma 434 fő (2022. január 1.). Commensacq Labouheyre, Pissos, Sabres, Solférino és Trensacq községekkel határos.

## Népesség
A település népességének változása:
| Lakosok száma | 436  | 328  | 345  | 372  | 428  | 445  | 432  | 426  | 429  | 434  |
|               | 1968 | 1982 | 1990 | 2006 | 2013 | 2015 | 2017 | 2019 | 2020 | 2022 |